# Ponç II. (Cabrera)
Ponç II. Guerau de Cabrera (spanisch Ponce Giraldo de Cabrera, deutsch Pontius Geraldus von Cabrera; † zwischen dem 1. Januar 1162 und dem 25. Mai 1163) war ein katalanischer Adliger aus dem Haus Cabrera, der im 12. Jahrhundert am Hof des spanischen Kaisers Alfons VII. von León-Kastilien zu hohen Ämtern gelangte. Er war ein Sohn des Guerau II. Ponç († 1131/32), von dem er die Vizegrafschaft Girona und die Herrschaft auf Cabrera und Àger erbte. Seine Mutter war vermutlich die zweite Frau seines Vaters namens Elvira, die aus dem leónesischen Adel stammte.

## Leben

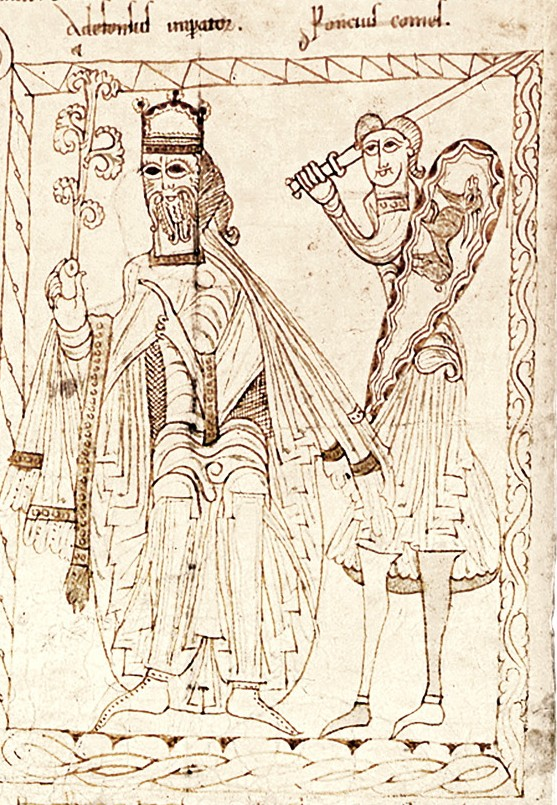
Darstellung von Kaiser Alfons VII. und Ponc II. de Cabrera (Poncius comes) im Privilegium imperatoris, 12. Jahrhundert. Sie enthält die älteste Darstellung des Wappens der Familie Cabrera.

In einer Schenkungsurkunde seines Vaters aus dem Jahr 1124 ist Ponç erstmals als Zeuge schriftlich verbürgt. In einer Urkunde vom 27. Oktober 1128 wird er erstmals als Herr der kaiserlichen Burg von Ulver (heute Cornatel) im Königreich León genannt. Offenbar war er im Gefolge der Berenguela von Barcelona an den Hof des Königs Alfons VII. von León-Kastilien gekommen, anlässlich deren Hochzeit im November 1127. In den folgenden Jahren ist Ponç im Besitz diverser anderer Güter in der Grenzregion von León zu Galicien und Portugal belegt. Insgesamt hatte er sich hier ein geschlossenes Herrschaftsterritorium erworben, das die Sierra de la Cabrera umfasste, die rein zufällig seinen Namen trug. Erstmals wird er am 13. Mai 1138 direkt als Herr dieser Region tituliert. Seit dem königlichen Hoftag vom 25. März 1129 in Palencia war Ponç regelmäßig im persönlichen Umfeld Alfons’ VII. anzutreffen, zu dessen Vertrauensmann er avancierte. Der König hatte sich 1135 zum „Kaiser von ganz Spanien“ krönen lassen.
1139 war Ponç an der Eroberung von Colmenar de Oreja und im Frühjahr 1142 an der Eroberung von Coria beteiligt, wo er hier in einer am 6. Juni von Alfons VII. ausgestellten Urkunde erstmals als „Fürst von Zamora“ genannt wird. Um dieselbe Zeit muss er auch mit den Gütern in Salamanca und Castrotorafe beschenkt worden sein, in deren Besitz er wenig später bezeugt ist. Noch im selben Jahr nahm er an einem Überfall auf Portugal teil. Am 5. Oktober 1143 hielt Alfons VII. in Zamora einen Hoftag ab, bei dem er Ponç das Dorf Moreruela de Frades schenkte, der es wiederum an eine Gruppe von Zisterziensermönchen weiterreichte, die dort ein Kloster gründeten. Noch im selben Monat unterzeichnete Ponç in Nájera eine Schenkungsurkunde des Kaisers an die Abtei von Cluny, wobei er sich hier erstmals als comes titulierte, was auf seine Aufnahme in den höchsten Kreis der leónesisch-kastilischen Nobilität hinweist. Am 4. Mai 1145 wird er schließlich erstmals in Toledo im Amt des „kaiserlichen Hausmeiers“ (maiordomus imperatoris) genannt, das er bis zum Tod Alfons’ VII. im August 1157 innehatte. In diesen Jahren war Ponç an allen größeren Feldzügen des Kaisers gegen die Almoraviden von al-Andalus beteiligt, wie 1147 bei der Einnahme von Calatrava, Baeza und Almería, sowie 1150/51 bei der Eroberung von Córdoba und Jaén. In der Reimdichtung Prefatio de Almaria, welche die Eroberung von Almería lyrisch beschreibt, wird er wegen seiner ritterlichen Tapferkeit gelobpreist. Für seine Verdienste wurde er vom Kaiser mit diversen Landschenkungen bedacht.
Nach dem Tod Alfons’ VII. wurde dessen Reich unter seinen Söhnen Sancho III. und Ferdinand II. aufgeteilt. Obwohl die meisten seiner Besitzungen im Gebiet des Letzteren lagen, schloss sich Ponç dem Gefolge des Ersteren an, was ihm die Feindschaft Ferdinands II. einbrachte. Während seiner Abwesenheit war es in Zamora zu einem Volksaufstand gekommen, dem „Motín de la trucha“ (Forellenaufstand), bei dem unter anderem sein Sohn in der Kirche Santa María umkam, die von den Aufrührern in Brand gesetzt wurde. König Ferdinand II. begnadigte die Aufrührer und entzog Ponç faktisch seine Herrschaft über Zamora. Erst nachdem Sancho III. sich im Vertrag von Sahagún am 23. Mai 1158 mit seinem Bruder ausgesöhnt hatte, konnte Ponç seine leónesischen Besitzungen wieder übernehmen. Als Sancho III. noch im selben Jahr starb, ging Ponç endgültig in das Lager Ferdinands II. über und wird seither regelmäßig in dessen Hofgefolge genannt. Ab dem 14. Juni 1159 ist er sogar im Amt des maiordomus für Ferdinand II. belegt, das er bis zu seinem Tod bekleidete. Letztmals ist Ponç für den 1. Januar 1162 schriftlich belegt, als er in Zamora eine Schenkung an die Abtei von Samos tätigte. Er starb vor dem 25. Mai 1163 und wurde in der Kathedrale von Zamora bestattet, da an diesem Tag seine Kinder eine Landschenkung an die Kanoniker von Zamora für das Seelenheil ihres Vaters tätigten.

## Familie
Die erste Frau von Ponç II. Guerau de Cabrera hieß Sancha († nach 1165), von der er sich noch in den 1120er Jahren getrennt haben muss. Sie hatten zwei Söhne:
- N. N. († 1157 in Zamora).
- Guerau III. Ponç († nach 1165).

Seine zweite Frau war María Fernández, die am 26. März 1142 erstmals als solche urkundlich genannt wird. Sie war die Tochter des mächtigen galicischen Grafen Fernando Pérez von Traba, welcher der Tutor des jungen Königs Ferdinand II. gewesen war. Sie wurde nach ihrem Tod in der Kathedrale von Santiago de Compostela bestattet. Die Kinder aus dieser Ehe erbten den leónesischen Besitz.
- Fernando Ponce de Cabrera, 1162 als Herr von Sanabria genannt.[10]
- Sancha de Cabrera; ⚭ mit Vela Gutiérrez, vor 1149 nach Nachfolger seines Schwiegervaters als Herr von La Cabrera genannt.[11]